# Ambasada Azerbejdżanu w Polsce

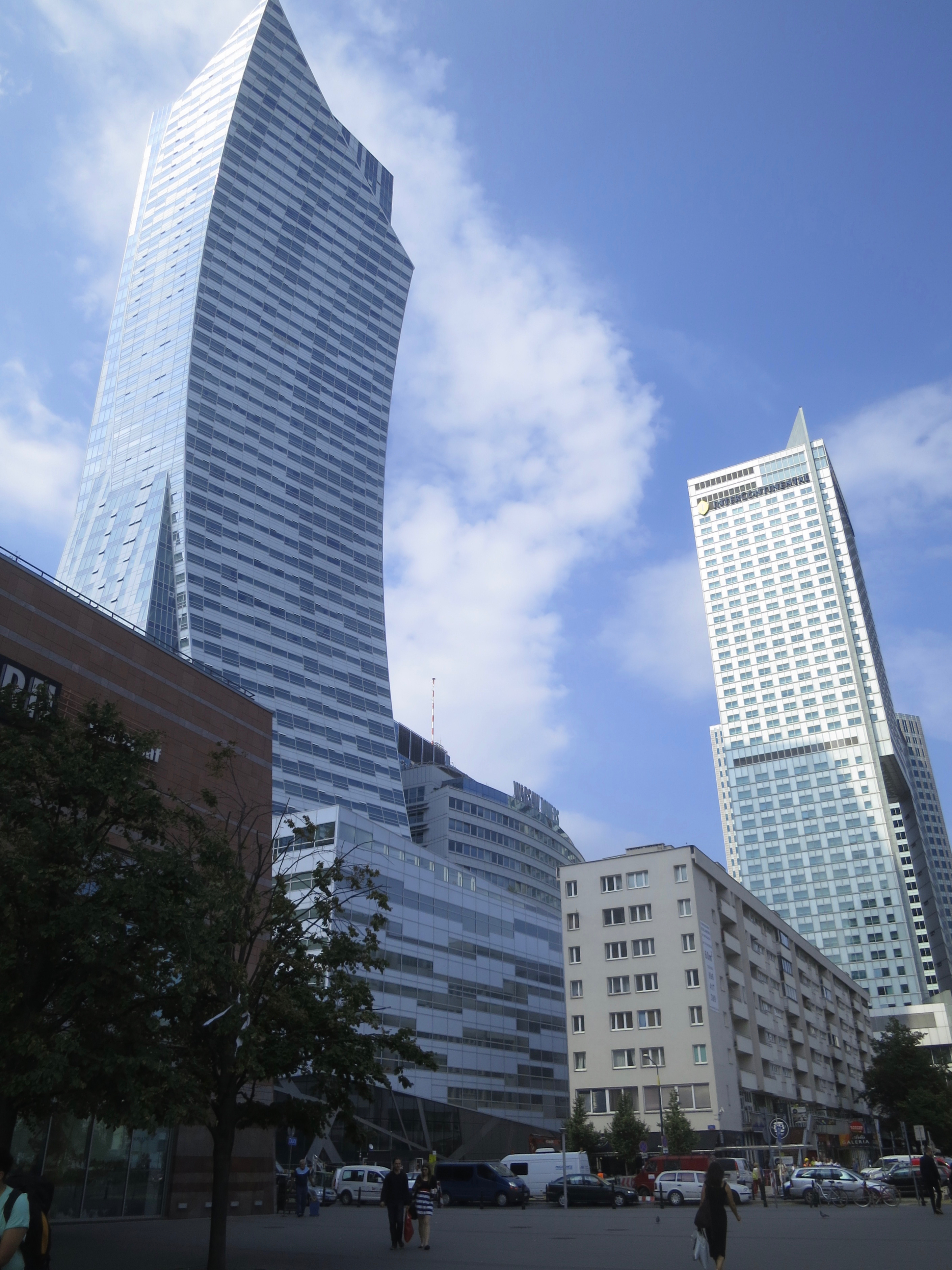
Siedziba Wydziału Handlowego Ambasady Azerbejdżanu przy ul. Złotej 44

Ambasada Azerbejdżanu w Polsce, Ambasada Republiki Azerbejdżanu (azer. Azərbaycanın Polşadakı səfirliyi) – azerbejdżańska placówka dyplomatyczna znajdująca się w Warszawie przy ul. Zwycięzców 12.

## Podział organizacyjny
- Wydział Handlowy: ul. Złota 44[2]

## Siedziba
Nawiązanie stosunków dyplomatycznych pomiędzy obydwoma krajami datuje się od uznania w 1920 przez rząd Rzeczypospolitej Polskiej niepodległości ówczesnej Republiki Azerbejdżanu.
Do czasu uzyskania przez Azerbejdżan w 1991 niepodległości, kontakty z Polską utrzymywano w ramach stosunków ze ZSRR. Stosunki dyplomatyczne z Azerbejdżanem nawiązano w 1992. Od 1998 do 2004 w Warszawie był akredytowany ambasador z siedzibą w Kijowie. W Warszawie przedstawicielstwo dyplomatyczne otwarto w 2004.